# An Yong-Hak
An Yong-Hak (född 25 oktober 1978) är en japan-koreansk fotbollsspelare som för närvarande spelar för Yokohama FC i Japan.